# Pseudapis ocracea
Pseudapis ocracea là một loài Hymenoptera trong họ Halictidae. Loài này được Pauly mô tả khoa học năm 1990.